# Brandon Pfaadt
Brandon Pfaadt (Louisville, Kentucky, 15 de octubre de 1998) es un jugador profesional estadounidense de béisbol que se desempeña en la posición de lanzador en Arizona Diamondbacks, equipo de las Grandes Ligas de Béisbol (MLB).

## Carrera
Fue seleccionado en la quinta ronda en el Draft de la MLB de 2020. En 2023 hizo su debut profesional con el equipo Arizona Diamondbacks, donde lleva jugando una temporada.